# (3508) Пастернак
(3508) Пастернак (лат. Pasternak) — типичный астероид главного пояса, открыт 21 февраля 1980 года советским астрономом Людмилой Карачкиной в Крымской астрофизической обсерватории и 11 июля 1987 года назван в честь поэта, писателя и переводчика Бориса Пастернака.

## Обнаружение и именование
(3508) Пастернак
Открыт 21 февраля 1980 года в Научном Л. Г. Карачкиной.
Назван в память об известном поэте и писателе Борисе Леонидовиче Пастернаке (1890—1960). Пастернак получил Нобелевскую премию по литературе 1958 года.
Оригинальный текст (англ.)3508 Pasternak
Discovered 1980-02-21 by Karachkina, L. G. at Nauchnyj.
Named in memory of Boris Leonidovich Pasternak (1890—1960), famous poet and writer. Pasternak received the 1958 literature Nobel prize.
Источники: DISCOVERY.DB; M.P.C. 12017.

## Орбита

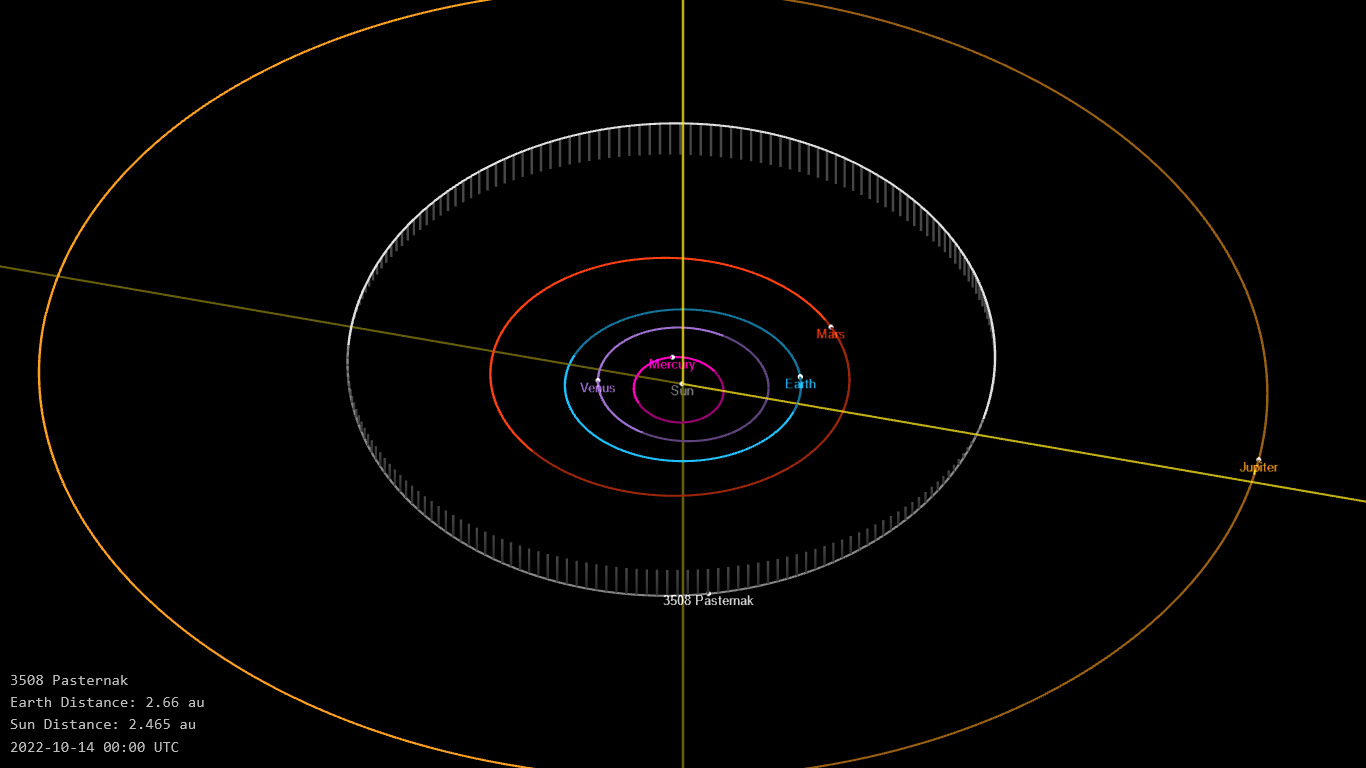
Орбита астероида Пастернак и его положение в Солнечной системе

## Физические характеристики
Астероид относится к таксономическому классу C.
По результатам наблюдений системы телескопов панорамного обзора и быстрого реагирования Pan-STARRS, наблюдений системы последнего оповещения о столкновении астероида с Землей Asteroid Terrestrial-impact Last Alert System и наблюдений космического телескопа оптического диапазона Gaia абсолютная звёздная величина астероида сначала оценивалась равной 12,62±0,22m, позже — 12,27±0,103m и 12,61±0,150m, 12,35±0,50m.